# Karl Kohaut
Karl Ignaz von Kohaut, född (döpt 26 augusti) 1726 i Wien, död där den 6 augusti 1784, var en österrikisk tonsättare.
Kohaut var en skicklig lutspelare. Han var sekreterare i statskansliet i Wien. Kohaut skrev åtskilliga kompositioner för sitt instrument.